# Cross-linx
Cross-linx was een rondreizend muziekfestival in Nederland dat de verbinding legde tussen avant-garde popmuziek en klassieke muziek. Het festival is in 2001 opgezet als samenwerkingsproject tussen Muziekcentrum Enschede en Muziekcentrum Vredenburg en Tivoli in Utrecht. Het festival had als hoofdkwartier Eindhoven en vond de laatste jaren plaats in Muziekgebouw Eindhoven, De Doelen in Rotterdam, Muziekcentrum Enschede, Muziekgebouw aan 't IJ & Bimhuis in Amsterdam.

## Geschiedenis
De eerste jaren onderzochten de programmeurs specifieke grensgebieden tussen hedendaagse klassieke muziek en dance (2001), jazz (2002), World (2003), spoken word (2004) en rock (2005). Sinds 2006 is dit idee losgelaten omdat het te beperkend werkte voor de programmering en Cross-linx als fenomeen op zich een begrip was geworden. Sindsdien werd er geprogrammeerd in een breed 'indie-classical' spectrum met gevestigde en nieuwe progressieve acts uit de wereld van pop en klassieke muziek.
De Ovatie – voorheen de VSCD Klassieke Muziekprijs - wordt elk seizoen toegekend aan de meest indrukwekkende live prestatie op de Nederlandse concertpodium of festival. In 2013 kreeg Amsterdam Sinfonietta voor hun concert met Patrick Watson de Ovatie.
Cross-linx werkte regelmatig samen met co-curators zoals Bryce Dessner (2011), Shara Nova (2014) en Glenn Kotche (2016).

## Opzet programma
Cross-linx had ieder jaar één vaak bekende popact, aangevuld met indie acts. Elke editie werden meerdere compositieopdrachten gegeven. Daarnaast stond veel nieuwe muziek in het programma-onderdeel Music Mining. Tijdens Music Mining gingen kleine groepjes bezoekers onder begeleiding naar miniconcerten op ongebruikelijke concertlocaties zoals kleedkamers, ketelruimten, kelders en andere backstage plekken.
Het muziekprogramma werd samengesteld door een team dat bestond uit de programmeurs van de deelnemende zalen. De eerste editie van Cross-linx werd geprogrammeerd door oprichter Frank Veenstra en Jessica de Heer. Veenstra bleef de drijvende kracht achter het festival.

## Hoofdoptredens
- 2001: Asko Ensemble en Eboman
- 2002: Corrie van Binsbergen en Nederlands Blazers Ensemble
- 2003: Trilok Gurtu's Cross-linx Project
- 2004: Spinvis
- 2005: Rock-linx Supergroup met Holger Czukay, John Cale e.a.
- 2006: Yann Tiersen, Bauer
- 2007: Kashmir, Kaada
- 2008: Eels, Nico Muhly/Teitur/Holland Baroque: Confessions
- 2009: Zita Swoon, Michael Nyman
- 2010: Tindersticks, Beukorkest
- 2011: The National, Efterklang, Owen Pallett
- 2013: Patrick Watson, Lamb, Nils Frahm
- 2014: Ólafur Arnalds en José González, Patrick Wolf
- 2015: Mark Lanegan Band, Squarepusher, Bryce Dessner en Metropole Orkest
- 2016: Glenn Kotche, Neil Finn, The Notwist, Andrew Bird, Son Lux
- 2017: Ane Brun, Efterklang, Hauschka, Unremembered Orchestra
- 2018: Hooverphonic en Residentie Orkest, Joep Beving en Maarten Vos